# Mannus Riedesel
Mannus Riedesel (* 6. Juni 1662 in der Melbach (heute ein Ortsteil der Gemeinde Erndtebrück); † 4. November 1726 in der Melbach; beigesetzt am 5. November 1726 in Raumland) war ein deutscher Zimmermeister.

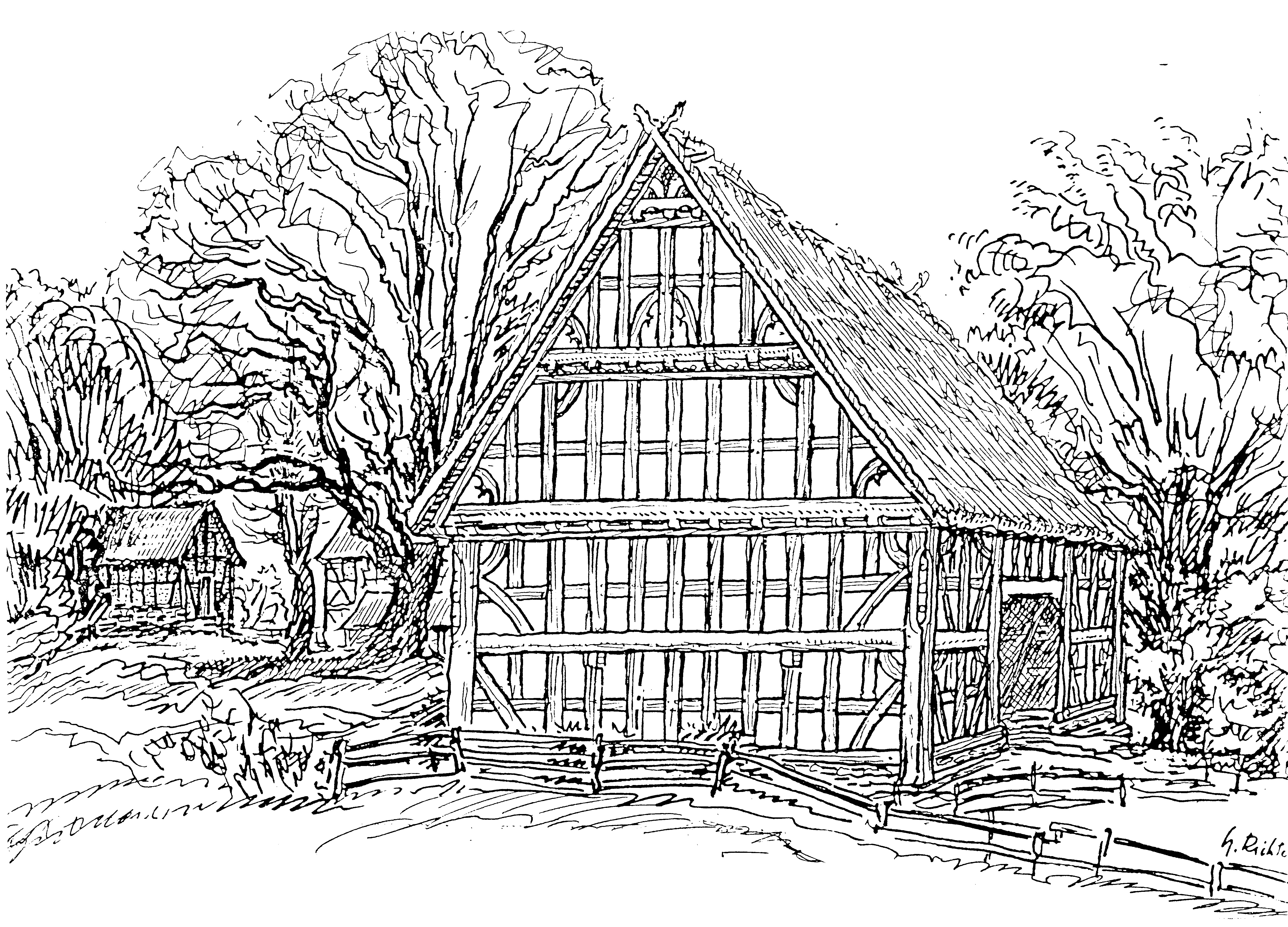
Zeichnung Helmut Richter, Scheune in der Melbach von 1702

## Leben
Riedesel stammt aus einer seit 1618 (und wahrscheinlich früher) in Melbach lebenden Familie (siehe Riedesel).

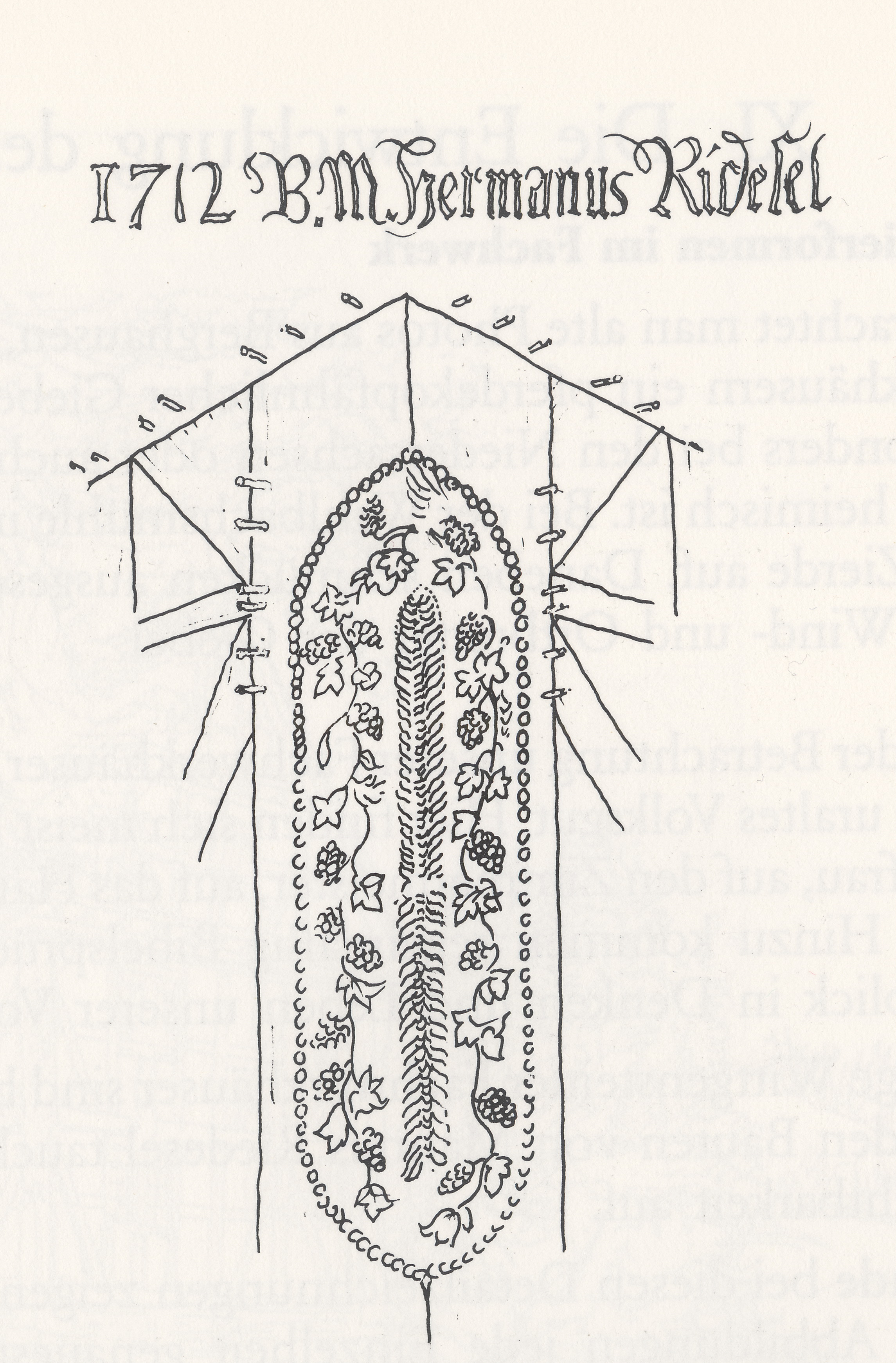
Zeichnung Helmut Richter, Eckpfosten des Hainhofes in Puderbach von 1712

Die Schreibweise seines Vornamens variiert. Im Taufbuch wird er am 6. Juni 1662 unter „J“ als Johann Mannus, Sohn des Heirich Reittesel, eingetragen. Es finden sich aber auch die Bezeichnungen Hermann oder Hermann Mannes, am gebräuchlichsten ist schlicht Mannus. Er selbst wählt für seinen Namen im Jahr 1702 auf einem Balken seines eigenen Hofes in der Melbach die Schreibweise Manes Rittessel.
Riedesel war zweimal verheiratet und hatte fünf Kinder.

## Leistungen
Mannus Riedesel war der bedeutendste Zimmermeister des Wittgensteiner Landes. Er hat nicht nur Häuser und Scheunen in Wittgenstein und dem angrenzenden Siegerland gebaut, auch das Berleburger Grafenhaus und das Siegener Fürstenhaus haben ihm bedeutende Aufträge erteilt.
Wo und bei wem er seine Ausbildung zum Zimmermann gemacht hat, ist nicht bekannt.
Die beliebtesten Schmuckformen von Riedesel waren Weinlaub und Reben, zum Beispiel am Eckpfosten des Hainhofes in Puderbach. oder seiner Scheune in der Melbach.
Die bekanntesten erhaltenen Bauwerke Riedesels sind das Stoltz'sche Haus in der Königsstraße zu Laasphe (1705), die evangelische Kapelle zu Sassenhausen (1703/05) und die Ludwigsburg in Bad Berleburg (1724). Die Mehrzahl der noch erhaltenen Bauwerke Riedesels wurden von Helmut Richter gezeichnet und in diversen Heimatbüchern des Wittgensteiner Landes veröffentlicht.

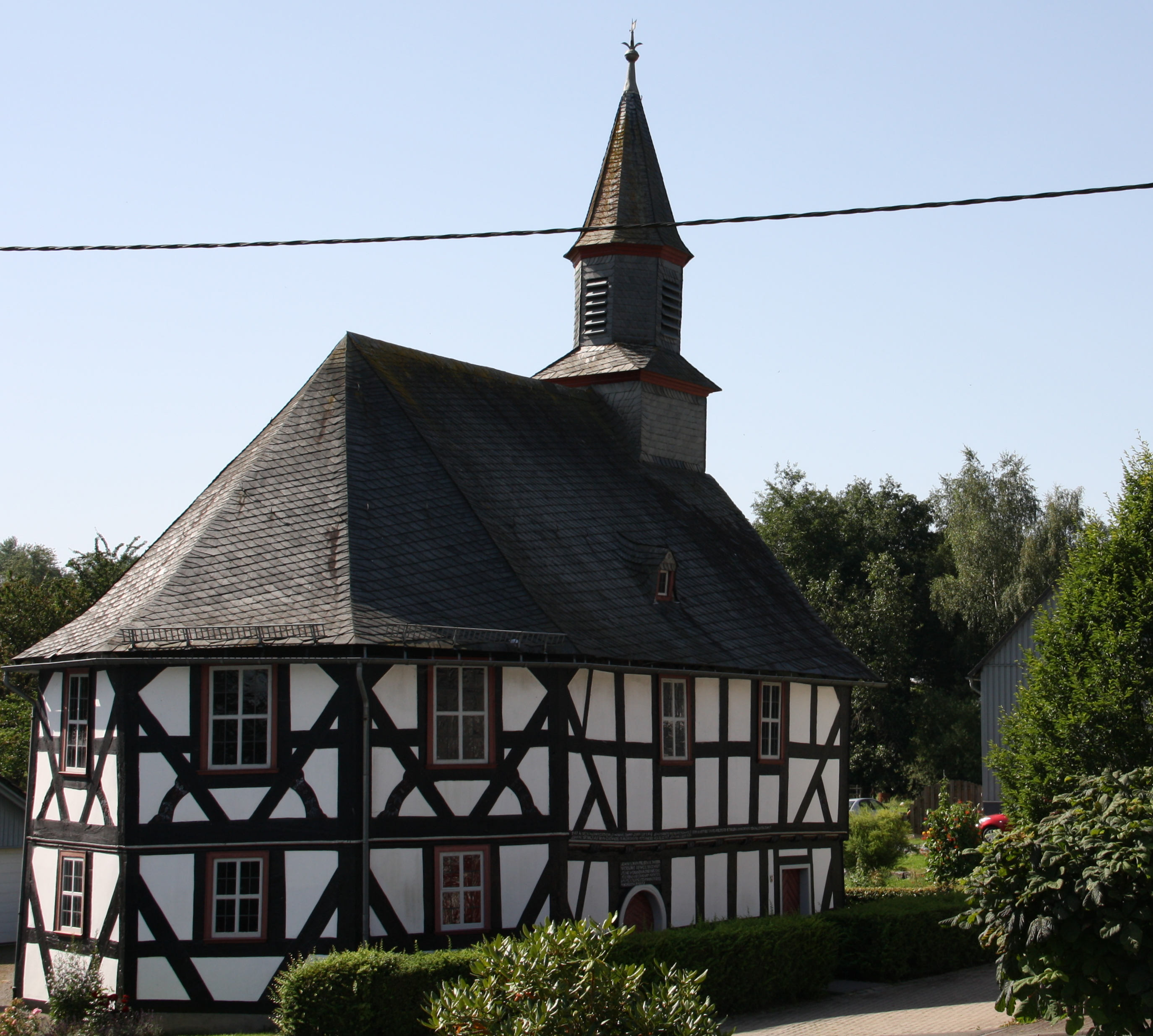
Kapelle zu Sassenhausen 1703/05

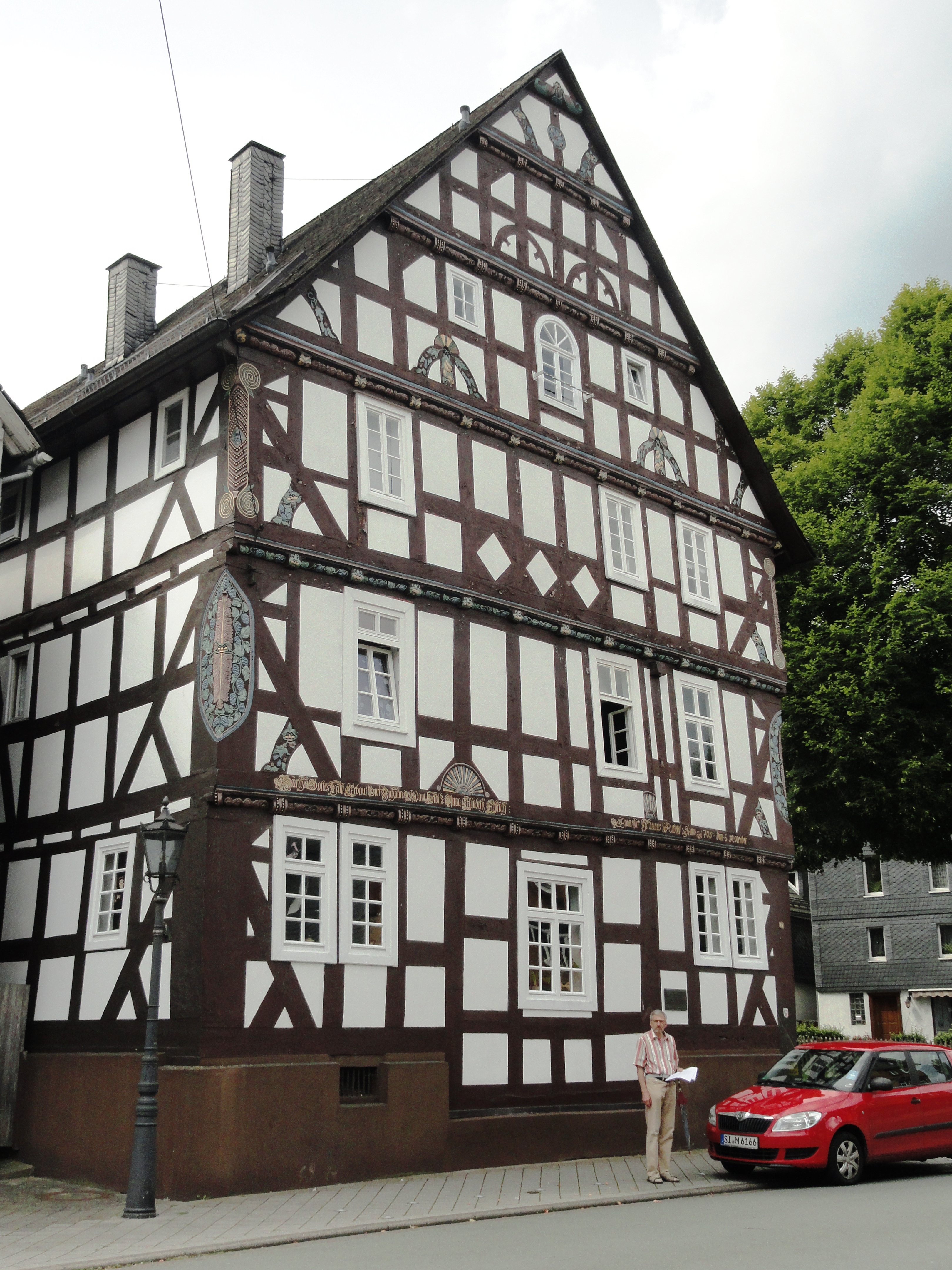
Stoltz'sches Haus Königstraße 49 in Bad Laasphe von 1705

## Werke
- Fachwerkstockwerk auf der Hilchenbacher Burg, 1691.
- Seine Scheune in der Melbach, 1702.
- Kapelle Sassenhausen, 1703/05.
- Pfarrhaus in Wingeshausen, um 1703/05.[5]
- Stoltz'sches Haus in der Königsstraße von Bad Laasphe, 1705.
- 1. Bauabschnitt der Ludwigsburg in Bad Berleburg, 1707–1709.
- Gewächshaus (Orangen- oder Oranienhaus) im fürstlichen Garten im Siegener Schloss, 1708.
- Berghäuser Brücke (Hausbrücke), 1709[6].
- Haus Grebe in Bad Laasphe, Königsstraße 64, 1709.
- Hof Dambach, 1711.
- Hain-Hof in Puderbach[7], 1712.
- 2. Bauabschnitt der Ludwigsburg (Bad Berleburg), 1724.

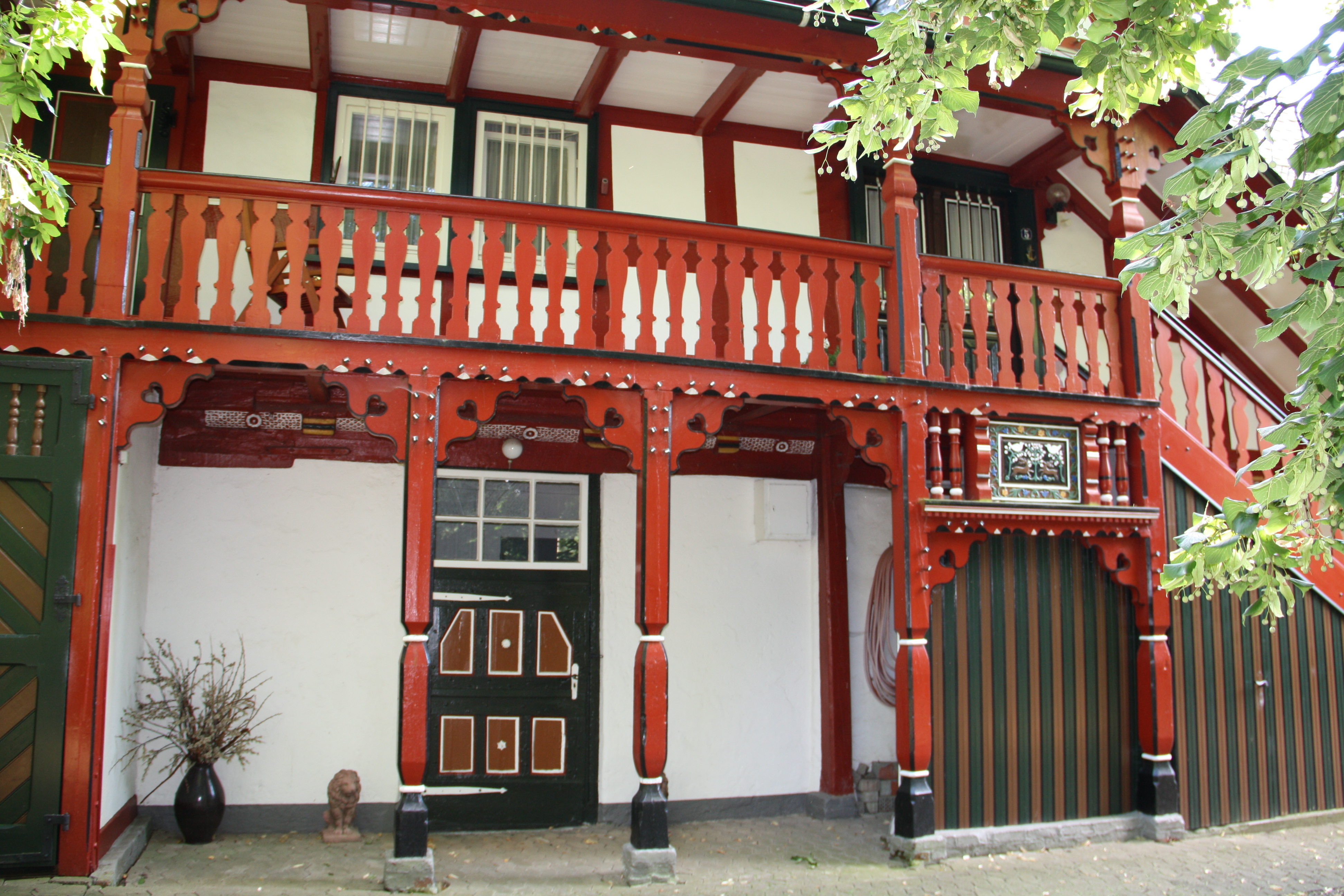
Ludwigsburg, Bad Berleburg

- Haus Parkstraße 5 in Bad Berleburg, 1725.
- Fuchs'sches Haus in Wunderthausen, 1726.